# Stygarctus lambertii
Stygarctus lambertii är en djurart som tillhör fylumet trögkrypare, och som beskrevs av Grimaldi de Zio, D'Addabbo Gallo, Morone De Lucia och Daddabbo 1988. Stygarctus lambertii ingår i släktet Stygarctus och familjen Stygarctidae. Inga underarter finns listade i Catalogue of Life.